# BMT Astoria Line

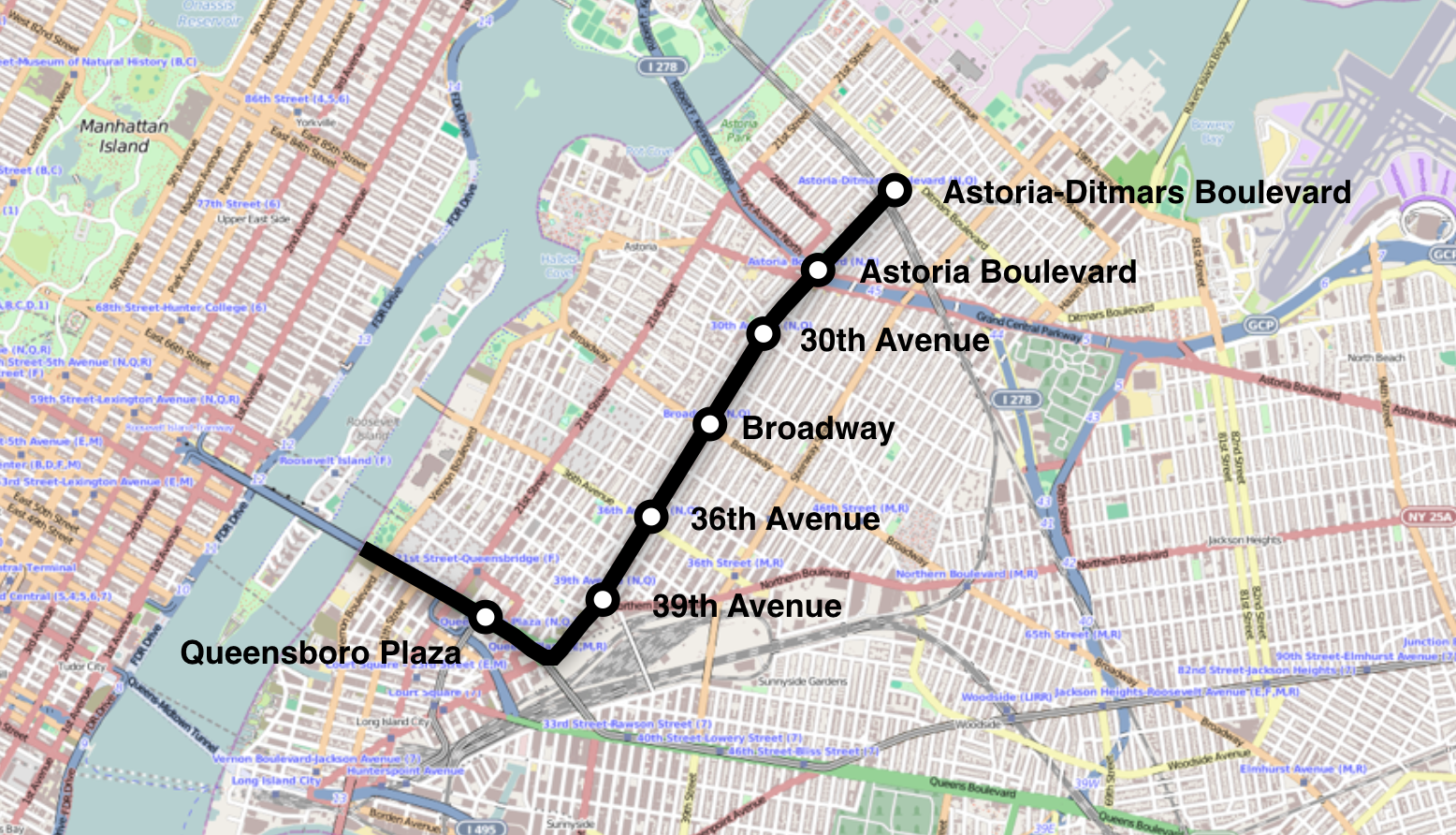
Carte de la BMT Astoria Line

La BMT Astoria Line est une ligne (au sens de tronçon du réseau) aérienne du métro de New York située dans l'arrondissement du Queens et issue de l'ancien réseau de la Brooklyn-Manhattan Transit Corporation (BMT). Rattachée à la Division B, elle s'étend de Ditmars Boulevard dans le quartier de Astoria et la 39e avenue à Long Island City en passant sous la 31e rue. Elle tourne ensuite vers l'ouest pour desservir Queensboro Plaza. La ligne, inaugurée le 21 avril 1917 compte 7 stations.
La ligne est desservie par deux services sur l'ensemble de son tracé. La N y circule ainsi tous les jours alors que la W ne circule qu'en semaine en renfort de la N.